# Języki wschodnioirańskie
Języki wschodnioirańskie (irańskie wschodnie) – grupa języków irańskich używanych na wschodzie Iranu i w krajach sąsiednich.

## Podział typologiczno-genetyczny
- północno-wschodnie

- awestyjski †
- zachodnioscytyjskie

- scytyjski †
- sarmacki †
- alański †
- osetyjski

- chorezmijski †
- sogdyjskie

- sogdyjski †
- jagnobski (nowosogdyjski)

- baktryjski †

- południowo-wschodnie

- wschodnioscytyjskie (sakijskie)

- sakijski †
- chotański †

- paszto
- pamirskie

- wachi
- mundżi-jidgha

- mundżi
- jidgha

- sangleczi-iszkaszmi

- sanglechi
- iszkaszmi
- zebaki

- szugni-jazgulamskie

- szugni-ruszani

- szugni
- roszański
- chufi
- bartangi
- oroszori

- sarikoli
- jazgulamski

## Podział historyczny
- języki starowschodnioirańskie
  - język awestyjski
  - język scytyjski
- języki środkowowschodnioirańskie
  - język chotański
  - język sogdyjski
  - język chorezmijski
  - język baktryjski
  - język sarmacki
  - język alański
- języki nowowschodnioirańskie